# Gelijkheidsbeginsel

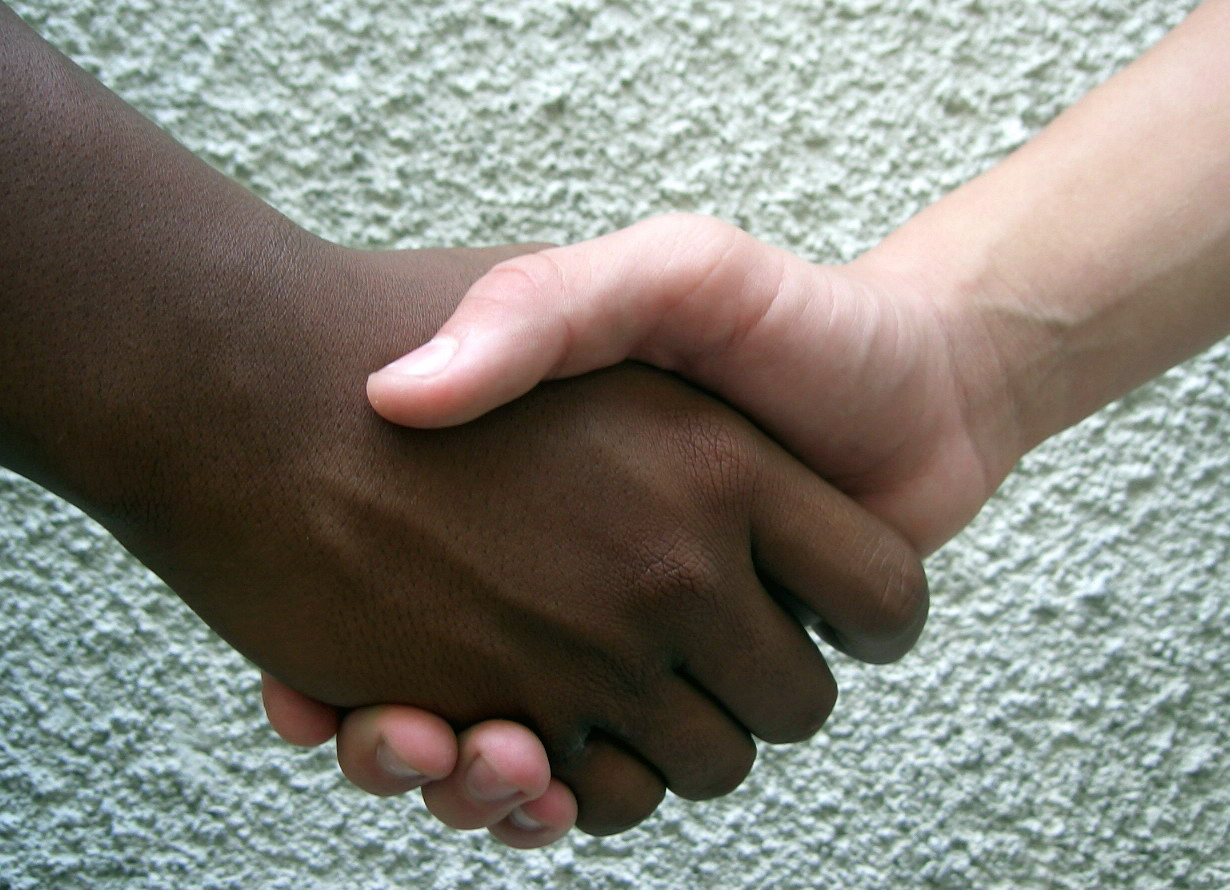
Het gelijkheidsbeginsel staat onder meer voor een gelijke behandeling van rassen, dus ongeacht donkere of bleke huidskleur.

Het gelijkheidsbeginsel is het algemene principe dat iedere burger gelijke rechten en een gelijke behandeling in gelijke gevallen toekent. Het is een onderdeel van de wet, maar wordt niet in de hele wereld op dezelfde manier aanvaard. Het gelijkheidsbeginsel kan tot de gelijkheidsrechten worden gerekend onder de grondrechten, de rechten van de mens of onder allebei en is vastgelegd in veel internationale verdragen. Het Internationale Verdrag inzake de uitbanning van alle vormen van rassendiscriminatie is daar een voorbeeld van, maar het beginsel heeft ook betrekking op gelijke behandeling ongeacht godsdienst, levensbeschouwing, politieke gezindheid, geslacht, nationaliteit, seksuele geaardheid of burgerlijke staat.
Precair aan het gelijkheidsbeginsel is dat gelijke gevallen een elastisch begrip is. Een vrouw en een man zijn bijvoorbeeld niet gelijk, maar volgens de geest van het beginsel wel gelijkwaardig. 
Het gelijkheidsbeginsel is een westers begrip en heeft zijn wortels in de Verlichting en het humanisme. Het gelijkheidsbeginsel was voor het eerst bij de Franse Revolutie het uitgangspunt bij de staatsinrichting. Dat kwam tot uiting in het motto van de Franse Revolutie: liberté, égalité et fraternité, vrijheid, gelijkheid en broederschap. In de 20e eeuw werd als uiting van het gelijkheidsbeginsel in de meeste landen het algemeen kiesrecht en het vrouwenkiesrecht ingevoerd.

## België

### Grondwettelijk gelijkheidsbeginsel
Het gelijkheidsbeginsel is in de Belgische Grondwet verankerd in de artikelen 10, 11 en 191:
Art. 10Er is in de Staat geen onderscheid van standen. De Belgen zijn gelijk voor de wet; zij alleen zijn tot de burgerlijke en militaire bedieningen benoembaar, behoudens de uitzonderingen die voor bijzondere gevallen door een wet kunnen worden gesteld. De gelijkheid van vrouwen en mannen is gewaarborgd.
Art. 11Het genot van de rechten en vrijheden aan de Belgen toegekend moet zonder discriminatie verzekerd worden. Te dien einde waarborgen de wet en het decreet inzonderheid de rechten en vrijheden van de ideologische en filosofische minderheden.
Art. 191Iedere vreemdeling die zich op het grondgebied van België bevindt, geniet de bescherming verleend aan personen en aan goederen, behoudens de bij de wet gestelde uitzonderingen.

#### Toets aan het gelijkheidsbeginsel
Het Grondwettelijk Hof stelt zich bij de beoordeling of een wetskrachtige akte al dan niet strijdig is met het gelijkheidsbeginsel de vraag of:
1. de situaties waarvoor de wetgever een onderscheid heeft gemaakt vergelijkbaar zijn
2. het gemaakte onderscheid gestoeld is op objectieve criteria
3. de ongelijke behandeling een legitiem doel nastreeft
4. het gemaakte onderscheid adequaat of pertinent is om het nagestreefd legitiem doel te bereiken
5. de ongelijke behandeling proportioneel is ten aanzien van het nagestreefde doel

Indien deze vragen bevestigend worden beantwoord, is er geen schending van het gelijkheidsbeginsel. Wordt de eerste vraag niet bevestigend beantwoord, dan bestaat er evenmin een schending. Indien de wetgever het gelijkheidsbeginsel niet eerbiedigt, kan het Grondwettelijk Hof nadat een beroep tot vernietiging werd ingesteld door eenieder belanghebbende de wetskrachtige akte vernietigen. Wordt zo'n beroep niet ingesteld, dan bestaat er voor de rechtzoekende nog steeds de mogelijkheid om in een zaak een prejudiciële vraag te stellen aan het Grondwettelijk Hof. Indien het Hof in dat geval een niet-conformiteit van de akte met de artikelen van de grondwet waarvoor het Hof bevoegd is een toetsing door te voeren vaststelt, zal diezelfde akte in het geschil buiten toepassing worden gelaten. In latere gelijkaardige geschillen zal een partij zich dan ook kunnen beroepen op het prejudicieel antwoord om de akte buiten toepassing te laten in het geschil. Alzo zal de wetgever zich meestal genoodzaakt zien om de wet te wijzigen.

### Overige
- Er is in België het Instituut voor de Gelijkheid van Vrouwen en Mannen.
- Het grondwettelijk gelijkheidsbeginsel mag niet worden verward met het gelijkheidsbeginsel uit het insolventierecht volgens welk beginsel de schuldeisers bij samenloop gelijk moeten worden behandeld, tenzij er wettelijke redenen van voorrang bestaan.[1]

## Nederland
In de Nederlandse Grondwet wordt daarin voorzien in artikel 1:
Allen die zich in Nederland bevinden, worden in gelijke gevallen gelijk behandeld. Discriminatie wegens godsdienst, levensovertuiging, politieke gezindheid, ras, geslacht, handicap, seksuele gerichtheid of op welke grond dan ook, is niet toegestaan.
De Algemene wet gelijke behandeling is een nadere uitwerking van dit artikel. Er is in Nederland op 1 maart 1980 de Wet gelijke behandeling mannen en vrouwen aangenomen.

## Suriname
Het gelijkheidsbeginsel is neergelegd in de artikelen 8 en 9 van de Grondwet van Suriname.

## Gelijkheidsbeginsel en godsdienst
Het gelijkheidsbeginsel is geen universeel aanvaard concept. In de meeste godsdienstige stromingen wordt onderscheid gemaakt tussen uitverkorenen en heidenen en tussen mannen en vrouwen. Een aantal voorbeelden hiervan:
- Het priesterambt is in de Rooms-Katholieke Kerk alleen toegankelijk voor ongetrouwde en katholiek gedoopte mannen.
- Binnen de Sharia, de islamitische wet, wordt onderscheid gemaakt tussen:
  - Moslims, die de meeste rechten hebben
  - Dhimmi's, onderworpen niet-moslims, die aanhangers zijn van een monotheïstische godsdienst. Zij hebben beperkte rechten.
  - Harbi's, alle andere niet-moslims. Zij hebben de minste rechten.
- Het kastenstelsel is een onderdeel van het hindoeïsme, waarbij de afkomst bepaalt welke rechten iemand heeft.